# Thriller 25
Thriller 25 este un album lansat la 25 de ani după prima apariție a albumului de studio Thriller al solistului american Michael Jackson. Albumul inițial a fost vândut în 70 de milioane de exemplare în întreaga lume, ceea ce face cel mai bine vândut album din lume din toate timpurile. Perspectiva unei "al doilea capitol" a Thriller a fost mai întâi discutată în public pe Access Hollywood la sfârșitul anului 2006. Jackson a declarat că va discuta ideea cu will.i.am. Acesta a fost lansat in Australia pe 08 februarie 2008, pe plan internațional la 11 februarie 2008, iar în Statele Unite pe 12 februarie 2008 de către Epic Records, Legacy Recordings si MJJ Productions.
Thriller 25 a fost lansat de Legacy Recordings, subsidiara Sony BMG. În Regatul Unit, BBFC a dat un certificat de "15", deoarece a inclus videoclipul pentru "Thriller". Acesta este primul album Jackson cu un certificat de vârstă. Împreună cu materialul original, albumul conținea remixuri, un material nou, un DVD si colaborări cu mai mulți artiști contemporani.
Două single, "The Girl Is Mine 2008" și "Wanna Be Startin Somethin' 2008", au fost adăugate albumului de succes alături de o serie de alte remixuri. Thriller 25 a fost un succes comercial, cu vânzări de trei milioane de exemplare în întreaga lume în primele 12 săptămâni după lansare și a fost în general bine primit printre critici, în ciuda punctului lor de vedere că noul material nu a fost la fel de inspirat ca și originalul.